# Фолкстон
Фолкстон ([ˈfoʊkstən] FOHK-stən) — портове місто на Ла-Манші в графстві Кент, південно-східна Англія. Місто лежить на південній околиці Норт-Даунс у долині між двома скелями. Це була важлива гавань і морський порт протягом більшої частини 19-го і 20-го століть.
З часів мезоліту на цьому місці існувало поселення. Жіночий монастир заснувала Енсвіт, онука Етельберта з Кента в 7 столітті, пам’ять про яку досі вшановують як частину культури міста. Протягом 13-го століття він згодом перетворився на морський порт, а гавань була розроблена на початку 19-го століття для захисту від французького вторгнення. Фолкстон розширився далі на захід після появи залізниці в 1843 році як елегантний прибережний курорт завдяки інвестиціям графа Реднора згідно з міським планом Децимуса Бертона.

## Топоніміка

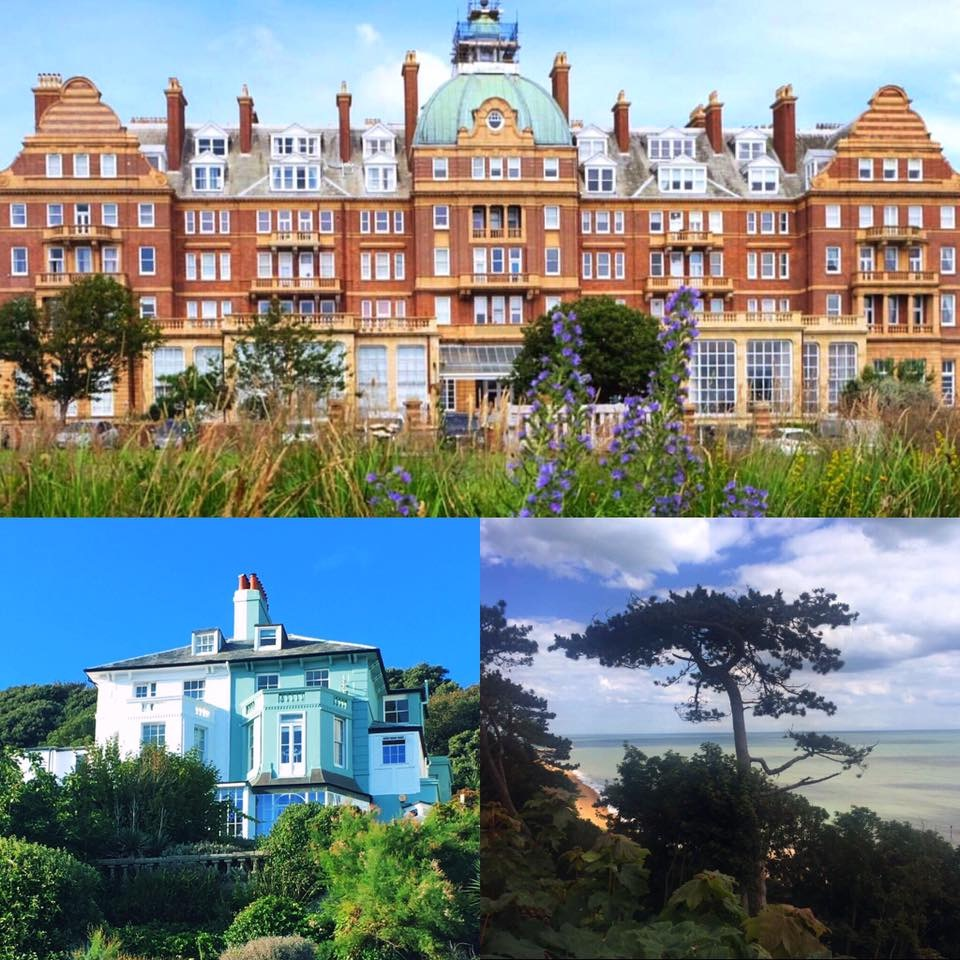
Види Фолкстоуна

Хоча Кент був першою частиною британського материка, яка була завойована та заселена англами, саксами та ютами з середини 5 століття нашої ери, після відходу римлян назва Фолканстан з’явилася лише наприкінці 7 століття. . Існує загальна згода, що це означає камінь Фольки, камінь, який, можливо, позначає місце зустрічі місцевої сотні. Лише в середині 19 століття написання «Фолкстон» було закріплено як таке, коли граф Реднор попросив стандартизувати назву міста (хоча ця тенденція до стандартизації в 19 столітті загалом стосується англійських топонімів). Фолкстон часто пишуть з помилками, зокрема такі варіанти, як Фолкстон, Фолкстон і Фолкстон.

## Історія
Територія Фолкстона була заселена принаймні з епохи мезоліту. У 2010 році під залишками римської вілли у Фолкстоні було виявлено оброблені кремені. Район Іст-Кліфф був розкопаний у 1924 році та останнім часом у 2010–2011 роках, де були знайдені артефакти від періоду мезоліту до римської епохи. На Іст- Кліффі існував обширний оппідум залізної доби, який виробляв кварцеві камені майже в промислових масштабах. Ті зернові камені, які використовувалися для помелу злаків на борошно, продавалися на континентальний експорт, наприклад, на кераміку та вино. Скромна вілла в римському стилі була побудована над поселенням залізної доби десь протягом 1-го століття нашої ери, а потім більш розкішна вілла приблизно в 200 році нашої ери. З невідомих причин вілла була покинута в 3-4 столітті.
У 597 році нашої ери монахи на чолі з Августином Кентерберійським прибули в Еббсфліт на острові Танет з місією папи Григорія повторно християнізувати Британію. Його вітали англосаксонський язичницький король Кента Етельберт і його християнська королева Берта. Августин отримав землю в Кентербері, де він побудував свою церкву, а поза стінами заснував монастир Святого Петра і Павла, тепер відомий як Святого Августина. Етельберта змінив на посаді англосаксонського короля Кенту його син Едбальд, чия донька Енсвіт відмовилася від усіх пропозицій вийти заміж. У 630 році Інсвіт заснувала жіночий монастир на місці замку свого батька поблизу Фолкстона біля нинішньої парафіяльної церкви Св. Марії та Св. Інсвіт.

## Основні пам'ятки
Головною пам’яткою у Фолкстоні, окрім гавані, є Леас, скелі над пляжем. Розташована в західній частині міста, це унікальна набережна, спроектована в середині 1800-х років Децимусом Бертоном, який також працював над Ріджентс-парком у Лондоні та Сент-Леонардс-он-Сі. Набережна вздовж моря включає в себе безліч півмісяців, готелів, приватних парків і алей.
Вежа Мартелло (№ 3) стоїть на скелі над Копт-Пойнт. Побудований у 1806 році для захисту від Наполеона, він також був оглядовим пунктом берегової охорони, сімейним будинком, гольф-клубом і пунктом контролю військово-морських мін Другої світової війни. Зараз тут розташований центр для відвідувачів. Фолкстонський білий кінь висічений на пагорбі Черітон над терміналом тунелю під Ла-Маншем.
Район виняткової природної краси Кент-Даунс включає частину території міста. Заміський парк Брокхілл, розташований неподалік, на заході з пішохідними доріжками навколо озера та в долині з’єднується з Королівським військовим каналом у Хайті.
Фолкстон розташований неподалік від двох важливих пам’яток Битви за Британію – Меморіалу Битви за Британію, Капель-ле-Ферн і Музею битви за Британію в Кенті – найстарішого музею Битви за Британію у Великій Британії.
Олд-Хай-стріт — це стародавній шлях, що з’єднує Бейл із гаванню, і зараз він знаходиться в центрі творчого кварталу Фолкстоуна. Вузький, вимощений бруківкою схил був однією з улюблених вулиць Чарльза Діккенса. Разом із вулицею Рендеву ця частина Фолкстоуна зараз процвітає, з незалежними підприємствами та ресторанами, оточеними барвистими відреставрованими будівлями.

## У масовій культурі
Письменник Рассел Хобан перепрофільовує Фолкстоуна як «Форка Стоуна» у своєму постапокаліптичному романі 1980 року «Рідлі Вокер».

## Галерея

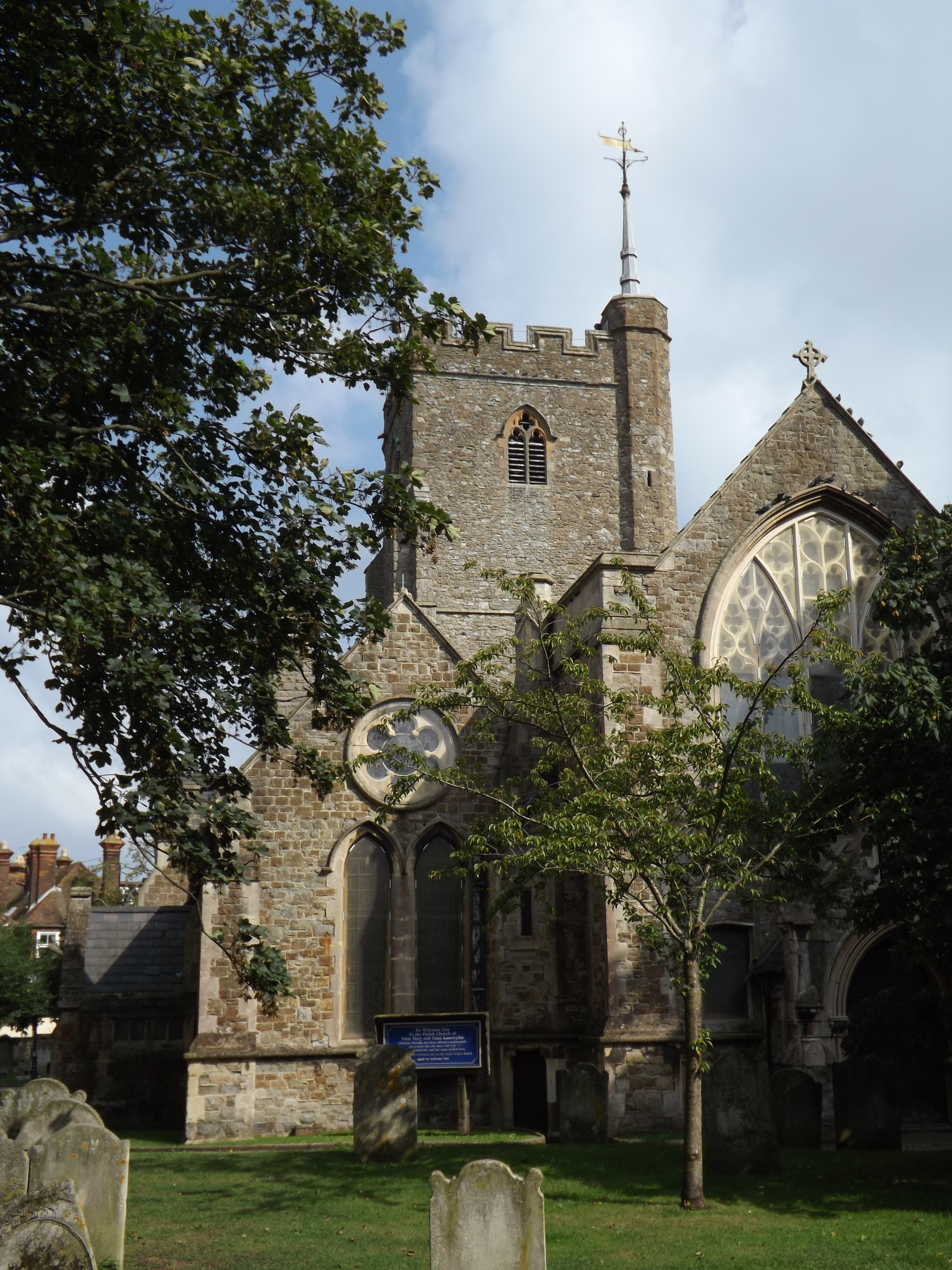
Церква Св. Марії та Св. Інсвайт у центрі міста містить останки Св. Інсвайт, онуки Етельберта з Кента
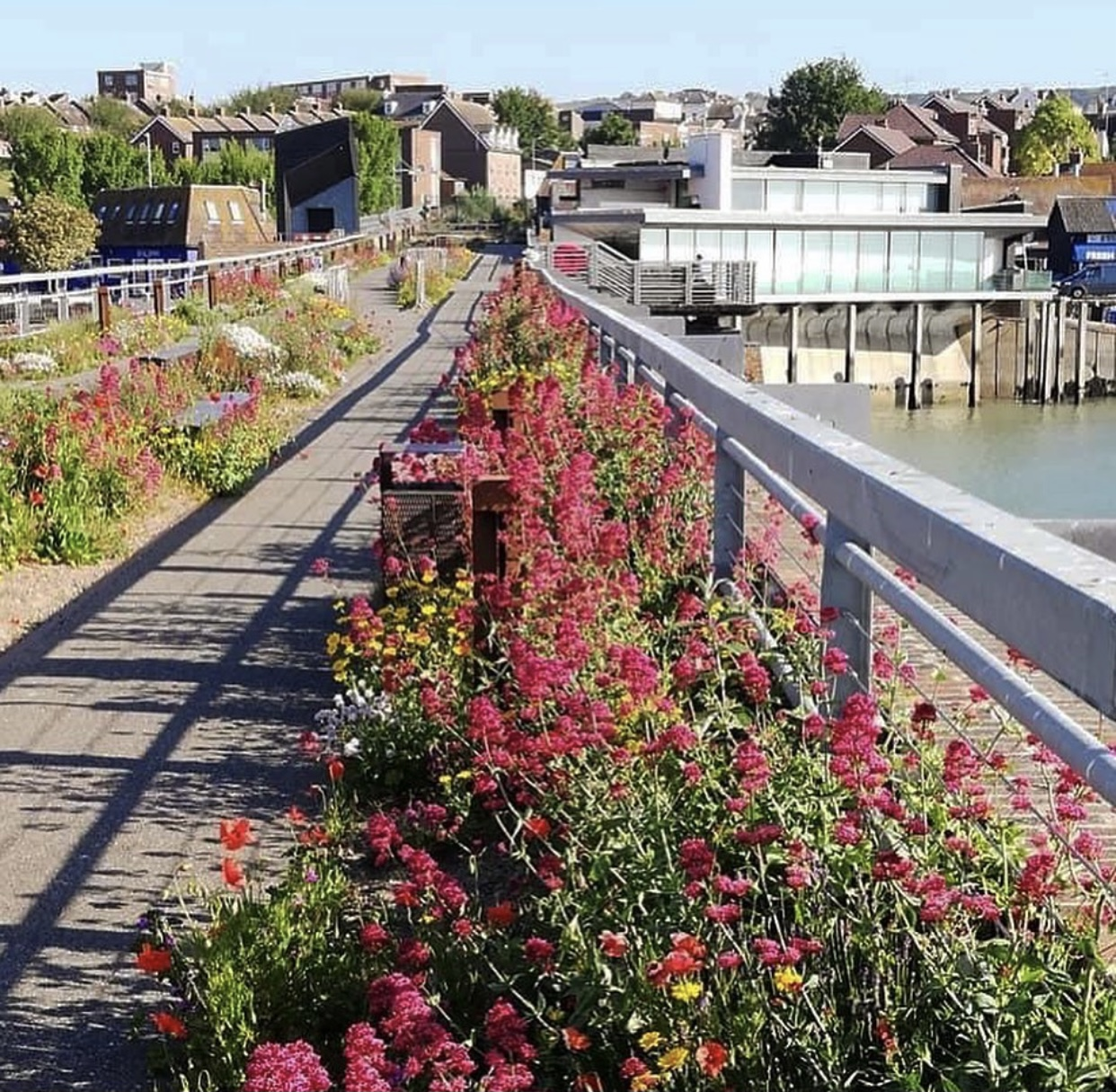
Фолкстон, Віадук після реконструкції
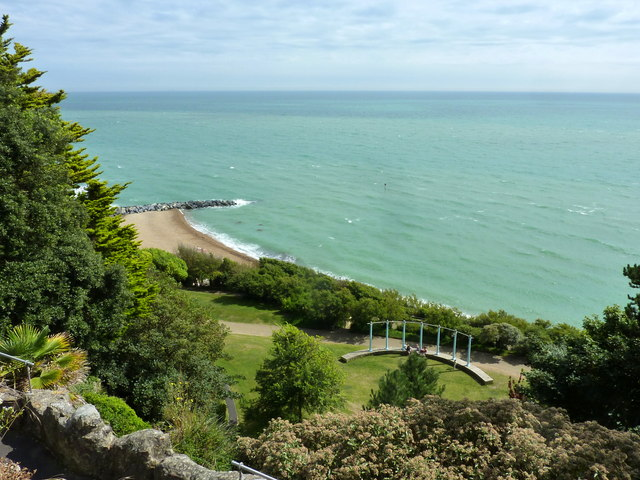
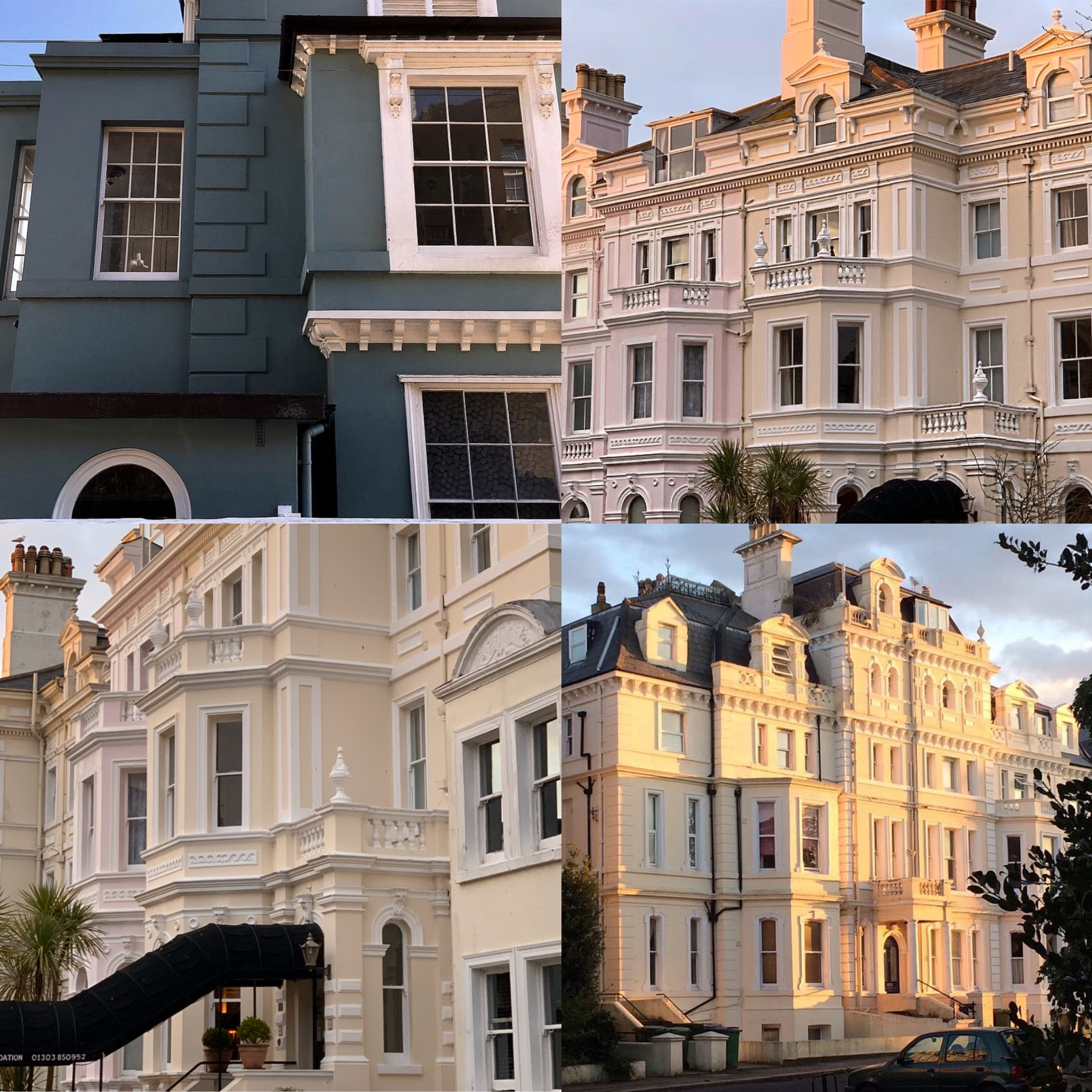
Спадщина Вест-Енду Фолкстон
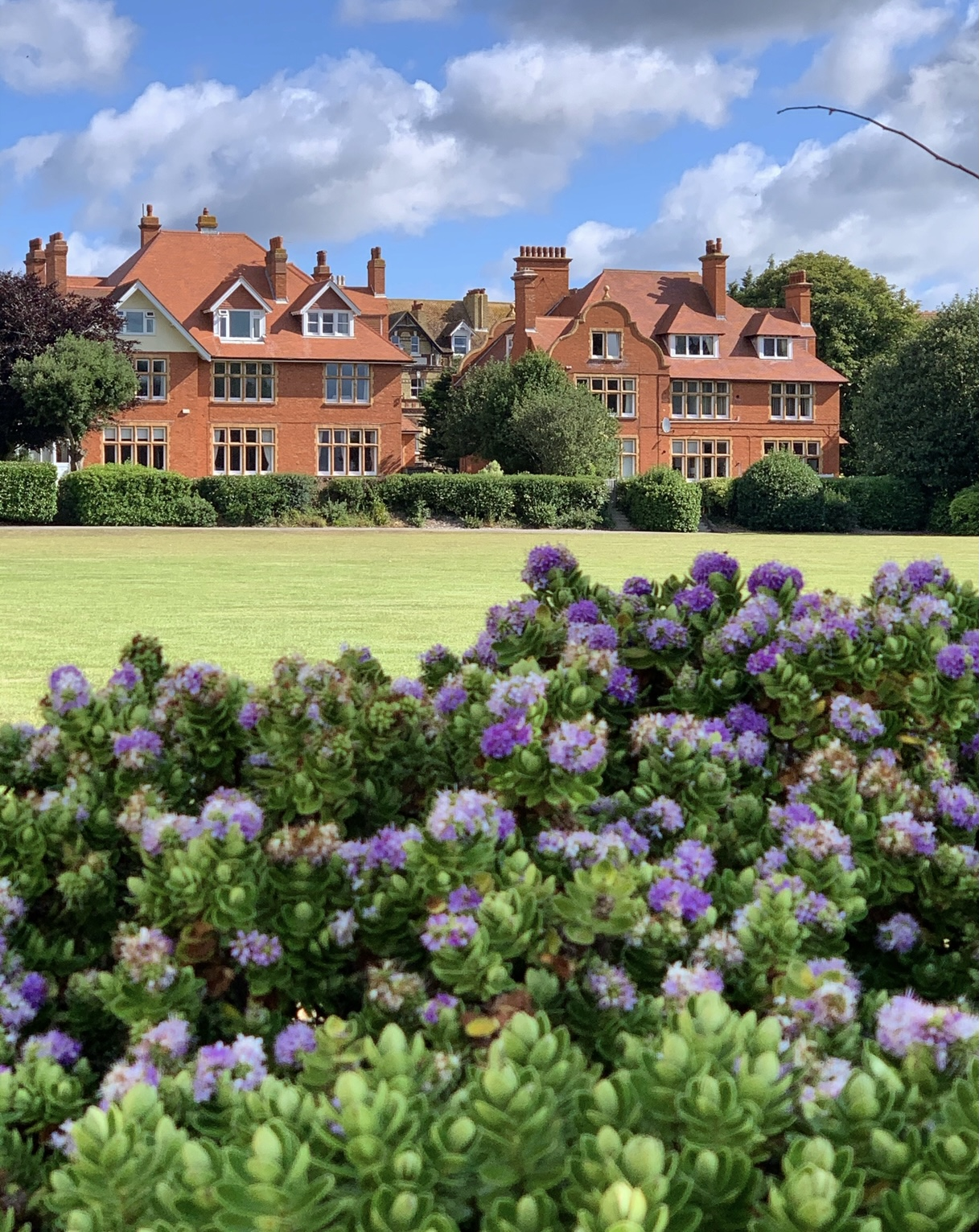
Фолкстон, Едвардіанський період, The Leas
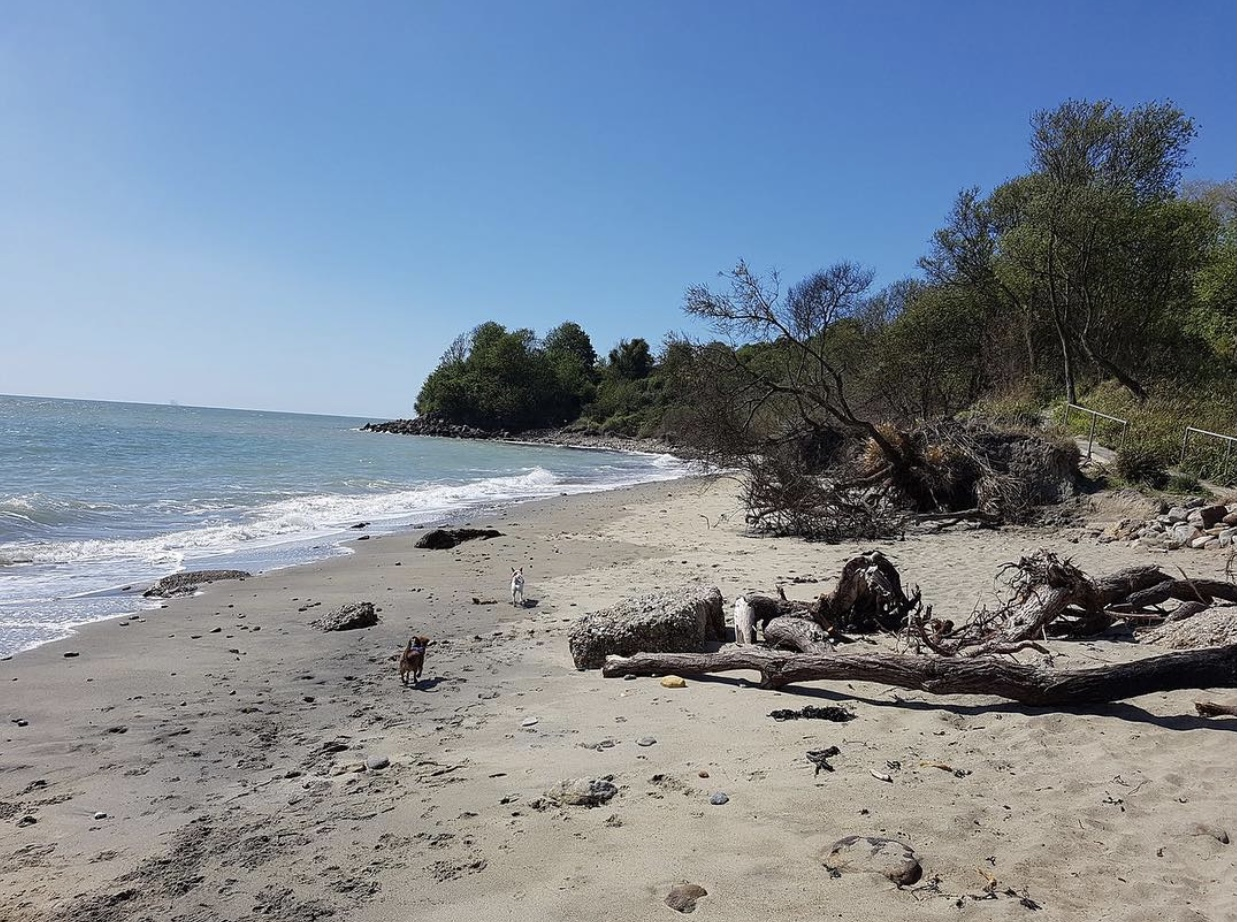
Фолкстон, сторона пляжу Уоррен
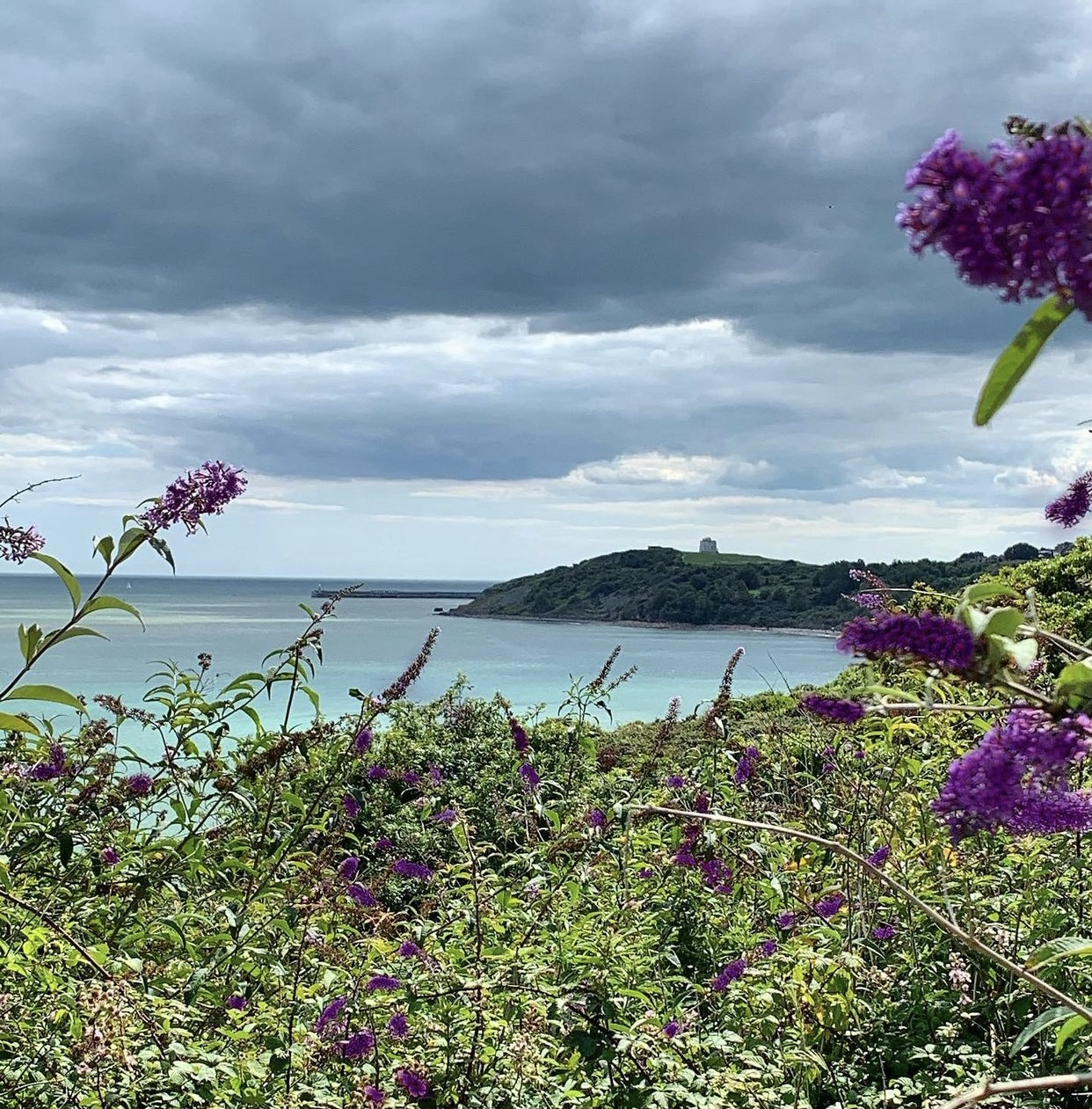
Фолкстон, Воррен
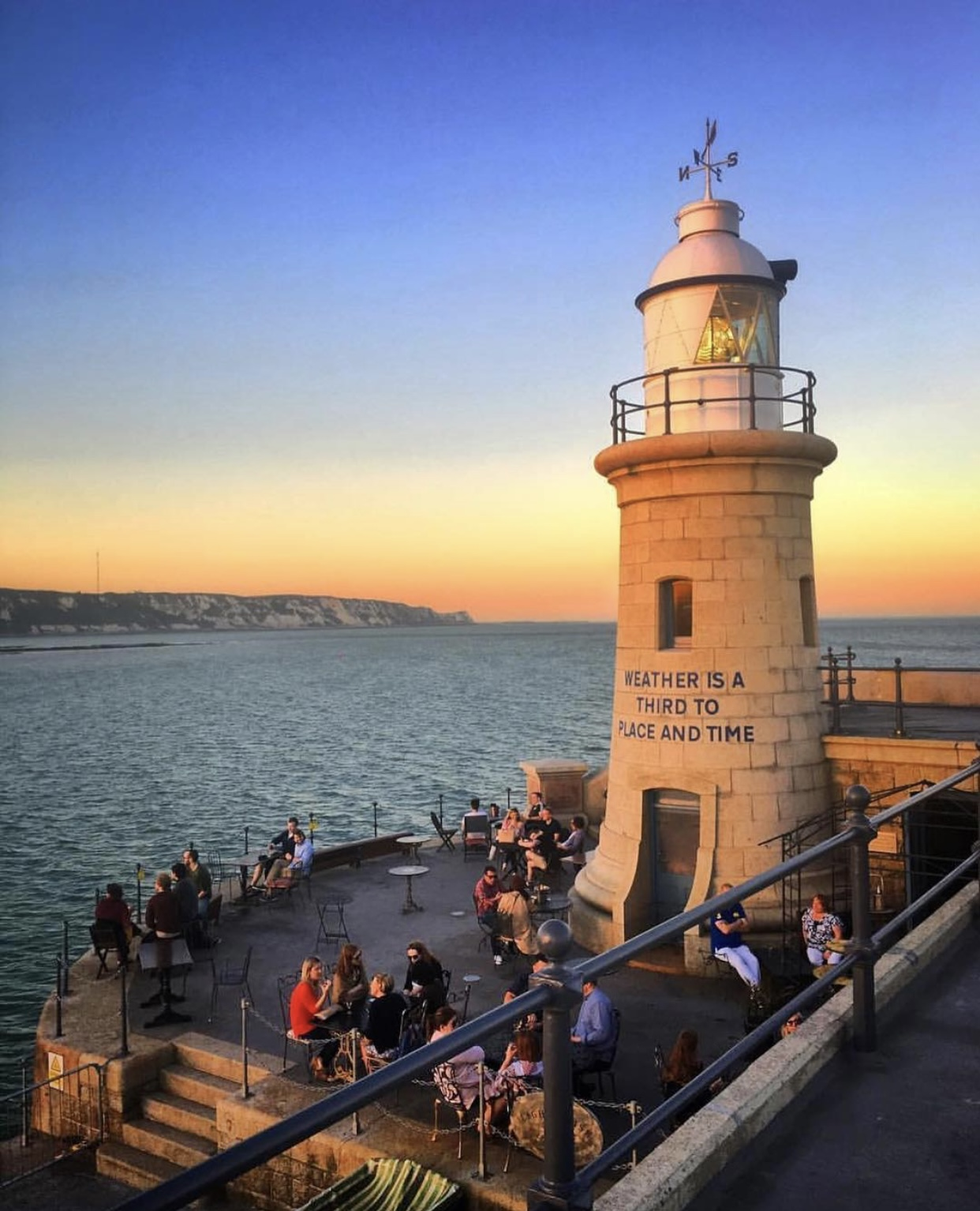
Фолкстон, старий маяк